# Centris anomala
Centris anomala är en biart som beskrevs av Roy R. Snelling 1966. Centris anomala ingår i släktet Centris och familjen långtungebin. Inga underarter finns listade.